# Coenosia taibaishanna
Coenosia taibaishanna är en tvåvingeart som beskrevs av Xiaolong Cui och Wang 1996. Coenosia taibaishanna ingår i släktet Coenosia och familjen husflugor.
Artens utbredningsområde är Shaanxi (Kina). Inga underarter finns listade i Catalogue of Life.